# 39335 Caccin
39335 Caccin este un asteroid din centura principală de asteroizi.

## Descriere
39335 Caccin este un asteroid din centura principală de asteroizi. A fost descoperit pe 10 ianuarie 2002 la Campo Imperatore, în cadrul proiectului CINEOS. Asteroidul prezintă o orbită caracterizată de o semiaxă mare de 2,79 ua, o excentricitate de 0,17 și o înclinație de 0,8° în raport cu ecliptica.